# Joan Capdevila Méndez
Joan Capdevila Méndez (Tárrega, Lérida, 3 de febrero de 1978) es un exfutbolista español que se desempeñaba como lateral izquierdo. Fue campeón del mundo con la selección española en el año 2010.

## Trayectoria
El primer equipo de Joan Capdevila fue la U.E. Tàrrega, aunque realmente comenzó su carrera deportiva en el Espanyol. El 31 de octubre de 1998 debutó en Primera División ante el Athletic Club. Esa temporada jugó veintinueve partidos de Liga y marcó cuatro goles.
Después de pasar un año en el Atlético de Madrid, en el año 2000 se incorporó a las filas del Deportivo de La Coruña, donde acabó adueñándose del lateral izquierdo. Fichó por el Villarreal para la temporada 2007-2008 y donde se quedaría hasta el año 2011.
En 2011 decidió salir de España para viajar hasta el país vecino, Portugal, donde fichó por el Benfica, disputando trece partidos, en los que marcó dos goles.
Al año siguiente, en 2012, volvió a España para reencontrarse con el R. C. D. Espanyol, en el que militó hasta el 24 de mayo de 2014, cuando el club catalán decidió no renovar su ficha tras finalizar la temporada.
Capdevila aúna experiencia, tiene recorrido, y buen olfato goleador. El último curso sumó cinco dianas en los treinta y seis partidos de Liga disputados, todos como titular.
En julio del 2014 ficha por el equipo North East United FC de la Superliga, en donde estuvo una temporada, para acabar fichando por el Lierse SK de la Belgacom League, segunda división belga, en la temporada 2015-16.
En la temporada 2016-17 ficha por el equipo andorrano FC Santa Coloma, donde tuvo la oportunidad de jugar la primera ronda previa de la Champions League.
El 4 de julio de 2017 puso punto final a su carrera como futbolista tras disputar el partido de vuelta contra el equipo armenio del Alashkert en la primera eliminatoria previa de la Champions League después de caer eliminado por un global de dos a uno.

## Selección nacional
Ha sido internacional con la selección de fútbol de España. Su debut se produjo el 16 de octubre de 2002 en un partido en el que España empató ante Paraguay 0-0, en un encuentro amistoso disputado en Logroño (La Rioja). El 17 de noviembre de 2007, marcó su primer gol como internacional absoluto frente a Suecia en el estadio Santiago Bernabéu.
Fue seleccionado por el técnico Luis Aragonés para disputar la Eurocopa 2008 de Austria y Suiza. El 29 de junio de 2008, Capdevila se proclamó, junto con su equipo, campeón de la Eurocopa 2008 ante la selección de fútbol de Alemania. Capdevila disputó los noventa minutos de la final. En junio de 2009 disputó la Copa FIFA Confederaciones en Sudáfrica. El 3 de julio de 2010 alcanzó las cincuenta internacionalidades en los cuartos de final del Mundial de Sudáfrica. En ese mismo campeonato España lograría la Copa del Mundo tras vencer 0-1 a la selección de fútbol de los Países Bajos. Joan Capdevila, Iker Casillas y Gerard Piqué fueron los únicos jugadores de la selección española que disputaron todos los minutos del Mundial de Sudáfrica 2010. Fue el único jugador del once titular en la final que no era de Real Madrid o Barcelona.
En ocasión de ese mundial y durante el mano a mano entre Arjen Robben e Iker Casillas, Capdevila pronunció la palabra "quiricocho". Malogrando supuestamente la jugada.
Tras varios años consolidándose como lateral izquierdo indiscutible de la selección española y después de sus brillantes actuaciones en la Eurocopa 2008 y el Mundial de Sudáfrica 2010 y dar su salto al fútbol portugués y no tener muchos minutos allí, el lateral no fue convocado a la Eurocopa 2012, siendo sustituido en esa posición por la revelación del torneo el defensa catalán Jordi Alba.
Durante la Eurocopa 2012 de Ucrania y Polonia, colaboró como experto en el programa Punto pelota.
También ha jugado cinco partidos internacionales amistosos con la selección de Cataluña.

### Participaciones en Copas del Mundo
| Mundial                        | Sede      | Resultado |
| ------------------------------ | --------- | --------- |
| Copa Mundial de Fútbol de 2010 | Sudáfrica | Campeón   |

### Participaciones en Eurocopas
| Torneo        | Sede            | Resultado    |
| ------------- | --------------- | ------------ |
| Eurocopa 2004 | Portugal        | Primera fase |
| Eurocopa 2008 | Austria y Suiza | Campeón      |

### Participaciones en Copa Confederaciones
| Torneo                         | Sede      | Resultado     |
| ------------------------------ | --------- | ------------- |
| Copa FIFA Confederaciones 2009 | Sudáfrica | Tercer puesto |

### Participaciones en Juegos Olímpicos
| Torneo                          | Sede   | Resultado  |
| ------------------------------- | ------ | ---------- |
| Juegos Olímpicos de Sídney 2000 | Sídney | Subcampeón |

### Goles como internacional
| #  | Fecha                    | Lugar                                     | Rival   | Gol | Resultado | Competición                 |
| -- | ------------------------ | ----------------------------------------- | ------- | --- | --------- | --------------------------- |
| 1. | 17 de noviembre de 2007  | Estadio Santiago Bernabéu, Madrid, España | Suecia  | 1–0 | 5–0       | Clasificación Eurocopa 2008 |
| 2. | 6 de febrero de 2008     | Estadio La Rosaleda, Málaga, España       | Francia | 1–0 | 1–0       | Amistoso                    |
| 3. | 31 de mayo de 2008       | Estadio Nuevo Colombino, Huelva, España   | Perú    | 2–1 | 2–1       | Amistoso                    |
| 4. | 10 de septiembre de 2008 | Estadio Carlos Belmonte, Albacete, España | Armenia | 1–0 | 4–0       | Clasificación Mundial 2010  |

## Clubes
| Club                         | País     | Año         | Partidos | Goles |
| ---------------------------- | -------- | ----------- | -------- | ----- |
| U. E. Tárrega                | España   | 1996 - 1997 | 25       | 3     |
| R. C. D. Espanyol "B"        | España   | 1997 - 1998 | 34       | 2     |
| R. C. D. Espanyol            | España   | 1998 - 1999 | 33       | 4     |
| Club Atlético de Madrid      | España   | 1999 - 2000 | 40       | 3     |
| R. C. Deportivo de La Coruña | España   | 2000 - 2007 | 244      | 20    |
| Villarreal C. F.             | España   | 2007 - 2011 | 181      | 19    |
| S. L. Benfica                | Portugal | 2011 - 2012 | 8        | 0     |
| R. C. D. Espanyol            | España   | 2012 - 2014 | 37       | 0     |
| North East United FC         | India    | 2014        | 15       | 1     |
| Lierse SK                    | Bélgica  | 2015- 2016  | 4        | 0     |
| FC Santa Coloma              | Andorra  | 2016- 2017  | 7        | 0     |

## Palmarés
| Equipo(s)          | Equipo(s)              | Nacionales                  | Nacionales                  | Nacionales                  | Subtotal                    | Continentales | Continentales | Continentales | Mundiales | Subtotal | Total |
| ------------------ | ---------------------- | --------------------------- | --------------------------- | --------------------------- | --------------------------- | ------------- | ------------- | ------------- | --------- | -------- | ----- |
| Equipo(s)          | Equipo(s)              | Liga                        | Copa                        | Supercopa                   | Subtotal                    | C1            | C2            | S1            | M1        | Subtotal | Total |
| Bandera de España  | Deportivo de La Coruña | –                           |                             |                             | 3                           | –             | –             | –             | –         | –        | 3     |
| Bandera de Andorra | F. C. Santa Coloma     | Liga de Andorra 2016-17     | –                           | –                           | 1                           | –             | –             | –             | –         | –        | 1     |
| Bandera de España  | Selección de España    | No compite a nivel nacional | No compite a nivel nacional | No compite a nivel nacional | No compite a nivel nacional |               | –             | –             |           | 2        | 2     |
| Total              | Total                  | 1                           | 1                           | 2                           | 4                           | 1             | –             | –             | 1         | 2        | 6     |

### Torneos internacionales Sub y Juegos Olímpicos
| Título           | Club                | País   | Año  |
| ---------------- | ------------------- | ------ | ---- |
| Juegos Olímpicos | Selección de España | Sídney | 2000 |

## Premios, reconocimientos y distinciones
- Medalla de Oro de la Real Orden del Mérito Deportivo, otorgada por el Consejo Superior de Deportes (2011)[11]